# 荒川和夫
荒川 和夫（あらかわ かずお、1927年10月25日 - 2020年1月5日）は、日本の実業家、元サッポロビール社長。

## 経歴
1927年10月25日、愛知県名古屋市に生まれる。1951年、東京商科大学卒業、同年日本麦酒入社。1971年営業企画部長。1973年営業部長。1975年取締役。1979年常務。1981年専務。1983年副社長。1989年3月、サッポロビール社長に就任、サッポロファクトリーや恵比寿ガーデンプレイスの開業に尽力。
2020年1月5日、老衰のため死去。92歳没。

## 叙勲
- 1997年　勲三等旭日中綬章[5][6]